# Ruahamiertapuit
De Ruahamiertapuit (Myrmecocichla collaris) is een zangvogel uit de familie Muscicapidae (Vliegenvangers).

## Verspreiding en leefgebied
Deze soort komt voor van westelijk Tanzania, oostelijk Rwanda, Burundi, noordelijk Zambia en oostelijk Congo-Kinshasa.